# Ильинский Погост (Ленинградская область)
Ильи́нский Пого́ст — деревня в Любанском городском поселении Тосненского района Ленинградской области.

## История
Впервые упоминается в Писцовой книге Водской пятины 1500 года как Ильи святого погост на Тигоде, центр Ильинского Тигодского погоста Новгородского уезда.
На карте Санкт-Петербургской губернии 1792 года А. М. Вильбрехта также обозначен погост Ильинской.

ИЛЬИНСКИЙ ПОГОСТ (КОРЕННАЯ) — деревня с усадьбой Погостского сельского общества, прихода села Любани.

Крестьянских дворов — 31. Строений — 94, в том числе жилых — 44. В усадьбе 11 строений, 3 жилых.

Число жителей по семейным спискам 1879 г.: 75 м. п., 76 ж. п.; по приходским сведениям 1879 г.: 70 м. п., 80 ж. п.

Ветряная мельница, мелочная лавка. Жители занимаются вывозкою, гонкою и пилкою дров. (1884 год)

ИЛЬИНСКИЙ ПОГОСТ (КОРСКАЯ) — деревня бывшая владельческая при реке Тигоде. Дворов — 31, жителей — 146. Часовня, 2 лавки, ветряная мельница, трактир. (1885 год)

В конце XIX — начале XX века деревня административно относилась к Любанской волости 1-го стана 1-го земского участка Новгородского уезда Новгородской губернии.

ИЛЬИНСКИЙ ПОГОСТ (КОРЕННАЯ) — деревня Погостского сельского общества, дворов — 34, жилых домов — 53, число жителей: 94 м. п., 103 ж. п. 

Занятия жителей — земледелие, отхожие промыслы. Церковь без причта, хлебозапасный магазин. (1907 год)

Согласно военно-топографической карте Петроградской и Новгородской губерний издания 1917 года деревня называлась Коренная и состояла из 23 крестьянских дворов.
С 1917 по 1927 год деревня Ильинский погост входила в состав Любанской волости Новгородского уезда Новгородской губернии.
С 1927 года в составе Любанского сельсовета Любанского района Ленинградской области.
С 1930 года в составе Тосненского района.
По данным 1933 года деревня Ильинский Погост находилась в составе Любанского сельсовета Тосненского района.

План деревни Ильинский Погост. 1937 год

Согласно топографической карте 1937 года деревня насчитывала 48 дворов.
В 1940 году население деревни Ильинский погост составляло 226 человек.
Деревня была освобождена от немецко-фашистских оккупантов 27 января 1944 года.
В 1958 году население деревни Ильинский погост составляло 140 человек.
По данным 1966, 1973 и 1990 годов деревня Ильинский Погост также находилась в составе Любанского сельсовета.
В 1997 году в деревне Ильинский Погост Любанской волости проживали 13 человек, в 2002 году — 23 человека (все русские).
В 2007 году в деревне Ильинский Погост Любанского ГП — 8.

## География
Деревня расположена в восточной части района к северу от центра поселения — города Любань, близ автодороги 41А-004 (Павлово — Мга — Луга).
Расстояние до административного центра поселения — 5 км.
Расстояние до ближайшей железнодорожной станции Любань — 5 км.
Через деревню протекает река Тигода.

## Демография
| 2007 | 2010 | 2017 |
| ---- | ---- | ---- |
| 8    | ↗15  | →15  |

## Улицы
Парковая, Садовая, Хуторная.